# Acanalonia clypeata
Acanalonia clypeata är en insektsart som beskrevs av Van Duzee 1908. Acanalonia clypeata ingår i släktet Acanalonia och familjen Acanaloniidae. Inga underarter finns listade i Catalogue of Life.